# Ljudska žrtva
Žrtvovanje ljudi predstavlja ubijanje ljudskih bića kao dio religijskog obreda. Srodno je praksi klanja životinja (žrtvovanje životinja) odnosno žrtvovanju u religiji općenito. Žrtvovanje ljudi se prakticiralo u raznim kulturama kroz povijest. Imalo je različite oblike, a u pravilu se sastojalo od ritualnog ubijanja žrtvi na način koji je trebao odobrovoljiti razne bogove, duhove ili pokojnike. Jedan od primjera je predstavljalo i žrtvovanje slugu nakon kraljeve smrti u cilju da mu nastave služiti u zagrobnom životu. Uz žrtvovanje ljudi su u plemenskim društvima vezani i kanibalizam te lov na glave. Razvitkom religije u starom svijetu je već u željezno doba došlo do sve rjeđeg prakticiranja ljudskih žrtvi, da bi se već u starom vijeku takvi obredi odbacivali kao barbarski. 
S vremenom su sve vodeće svjetske religije odbacile prakticiranje ljudskih žrtava, a sekularni zakoni takvu praksu tretiraju kao ubojstvo. Zbog toga je žrtvovanje ljudi gotovo potpuno iščezlo u svijetu.
Optužbe za obredno provođenje žrtvovanja ljudi se naziva krvna kleveta.